# 葉菊蘭
葉菊蘭（1949年2月13日—），生於苗栗縣銅鑼鄉，鄭南榕遺孀。出身於行銷界，現任台灣觀光協會榮譽會長、圓山大飯店董事長，曾任行政院副院長、交通部部長、客家委員會主任委員、任務型國民大會主席團主席、高雄市代理市長、中華民國總統府資政、華膳空廚董事長等，是第一位女性副閣揆、第一位女性直轄市代理市長、第一位女性交通部長及女性客委會主委。

## 生平

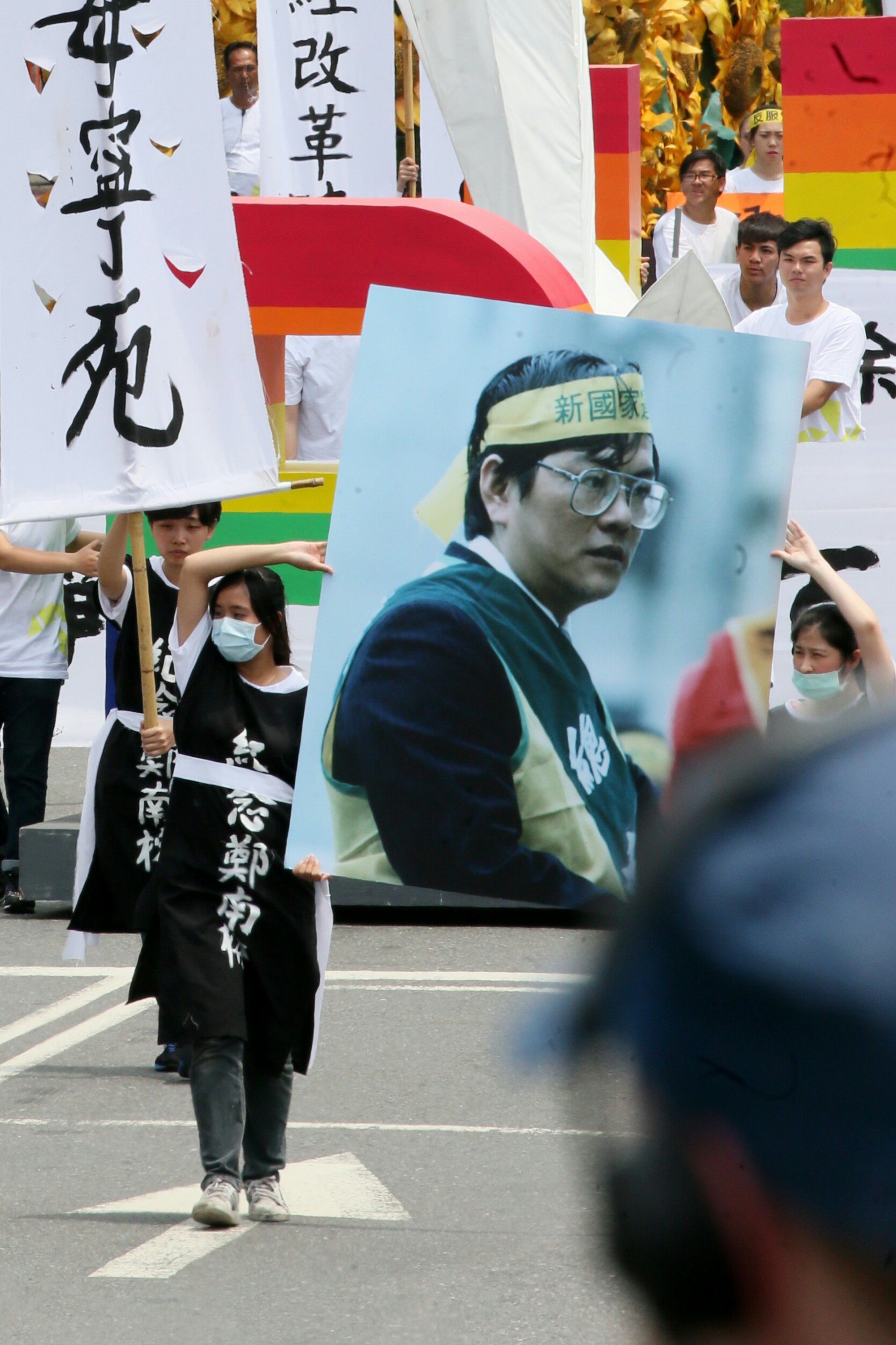
葉菊蘭丈夫鄭南榕肖像

葉菊蘭於輔仁大學法律系畢業後，從事過廣告業務，具行銷、傳播專才，曾任「聯廣廣告公司」業務處長。
1989年4月7日，其夫婿鄭南榕抗議中國國民黨統治箝制言論自由與人權，因而自焚抗議。此後葉菊蘭決定繼承其夫遺志，棄商從政。

### 政治生涯
葉菊蘭在1989年4月7日鄭南榕為「百分之百不打折的言論自由」而自焚後只能在記者會上籲請媒體「公正報導」這起事件。她因而於當年底並投入臺北市南區的1989年立法委員選舉，曾擔任末代增額、第二屆、第三屆與第四屆立法委員。
葉菊蘭於1989年底在臺北市南區當選為立法委員後，任內強力監督於1990年上任的郝柏村內閣，其間並揭露質詢郝柏村紊亂體制、每月在行政院召集參謀總長至軍團司令等高級將領開軍事會議。
1991年7月5日，葉菊蘭以書面質詢稿，揭發十八標弊案。
2005年曾擔任任務型國民大會「主席團」主席。擔任立法委員期間，率先提案要求政府平反二二八事件，多次為社運團體評鑑為優良立法委員。

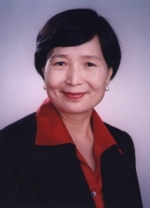
時任行政院副院長的葉菊蘭官方照

政黨輪替後，被任命為交通部部長，當時傳出重用她的原因是「抗壓性較強」。游內閣成立後，出任行政院客家委員會主任委員、行政院副院長等職。
曾任總統府有給職資政。2005年9月26日任高雄市代理市長，是台灣首位女性直轄市市長（台灣首位女性民選直轄市市長則是陳菊）；南下高雄的葉菊蘭迅速重整市府團隊，完成高雄捷運調查報告，讓市府擺脫捷運風暴，順利續建捷運，在市長任內建設真愛碼頭、光榮碼頭，成功結合愛河及高雄港區，為高雄開啟重要的里程，最後在禮讓陳菊的情況下，未參加民進黨第四屆高雄市長初選，後擔任陳菊競選總部主任委員，在陳菊順利當選後，將市政交由陳菊接棒。葉隨後將戶籍遷至高雄市定居。
在謝長廷於2007年5月出線代表民進黨參選2008年中華民國總統大選之後，葉菊蘭即被視為副總統的熱門人選，同年6月葉菊蘭受訪時也曾對「謝葉配」表示「當仁不讓」。
2007年8月15日，謝長廷宣布2008年中華民國總統大選副手為前行政院長蘇貞昌，落榜的葉菊蘭則是受邀擔任競選總幹事。總統陳水扁也宣佈，將懸缺已久的總統府秘書長職位由葉菊蘭擔任，成為有史以來第一位女性客籍總統府秘書長。
2009年葉菊蘭將戶籍遷至臺南市，一度引起參選首任臺南直轄市長之揣測。但本人表示僅因女兒在臺南市定居，並無參選意願。

### 事業生涯
2017年時，台灣觀光協會推選葉菊蘭為會長，後在2024年轉為榮譽會長，而他同時也接任華膳空廚的董事長。
在卸下台灣觀光協會會長與華膳空廚董事長二職後，葉菊蘭轉任圓山大飯店董事長。

## 選舉紀錄
| 年度 | 選舉屆數                     | 選舉區                 | 所屬政黨   | 得票數    | 得票率 | 當選標記 | 備註 |
| ---- | ---------------------------- | ---------------------- | ---------- | --------- | ------ | -------- | ---- |
| 1989 | 第一屆立法委員第六次增額選舉 | 臺北市第二選舉區       | 民主進步黨 | 59,492    | 12.34% |          |      |
| 1992 | 第二屆立法委員選舉           | 全國不分區選舉區       | 民主進步黨 | 2,944,195 | 31.03% |          |      |
| 1995 | 第三屆立法委員選舉           | 臺北市第二選舉區       | 民主進步黨 | 56,364    | 9.64%  |          |      |
| 1998 | 第四屆立法委員選舉           | 臺北市第二選舉區       | 民主進步黨 | 78,630    | 10.89% |          |      |
| 2005 | 任務型國民大會代表選舉       | 任務型國民大會代表選舉 | 民主進步黨 | 1,647,791 | 42.52% |          |      |

## 語錄
- 搶位子、爭位子，一直不是我的風格；我所爭的是『台灣要贏』，我所爭的是『客家要亮起來』。（2007年7月4日，在民進黨中央黨部受訪時的講話。）
- 葉菊蘭曾經形容台灣母語流失程度是：「原住民語是在加護病房，客語是在急診，閩南語是掛號中」[14]

## 荣誉

### 中华民国勋章奖章
- 一等景星勋章（2005年3月2日于台北总统府颁授[15]）

### 相關作品
- 曾貴海 （2000年）〈台灣菊蘭〉